# Курс относительно ветра
Курс су́дна относи́тельно ве́тра — угол между направлением ветра и диаметральной плоскостью (ДП) судна, то есть курсовой угол на точку горизонта, откуда дует ветер, выражающийся в угловых градусах или румбах. 
В зависимости от того, с какого борта дует ветер, различают курс правого и левого галса. Курсы относительно ветра имеют собственные наименования.

## Левентик
- Левенти́к (от фр. le vent) — положение, когда ветер по отношению к судну дует практически точно спереди. Парусное судно идти против ветра не может, поэтому «левентик» не является курсом, правильно говорить «положение левентик».
- Паруса при этом  не работают («полощут») и яхта, находящаяся в таком положении, постепенно забирает задний ход[1].

## Фордевинд
- Фордеви́нд (от нидерл. voor de wind) или по ветру — курс, при котором ветер направлен в корму корабля[2]. Про судно, идущее в фордевинд, говорят, что оно «идёт полным ветром». Угол между направлением ветра и диаметральной плоскостью судна в этом случае — около 180°.

Фордевинд — тот самый «попутный ветер», которого желают морякам, хотя в парусном спорте этот курс — отнюдь не самый быстрый, как следовало бы ожидать. Кроме того, он требует от рулевого внимания и владения искусством управлять дополнительными парусами (обычно это спинакер). Парус при этом ставится перпендикулярно направлению ветра, тяга на нём создаётся, в основном, благодаря прямому давлению ветра в парус. Слабый ветер на этом курсе практически не ощущается, так как скорость вымпельного ветра — равна разности скорости истинного ветра и скорости встречного потока воздуха. Сложность этого курса заключается в том, что на нём, в одном направлении приходится двигаться разными галсами. На курсе фордевинд рулевому нужно быть крайне внимательным, потому что стоит совсем немного увалиться, грот мгновенно перебрасывается на другую сторону, делая непроизвольный поворот через фордевинд. Так же, как и при бакштаге грот затеняет стаксель и не работает, так как он прикрывает стаксель. Поэтому стаксель выносят за шкотовый угол на наветренный борт и ставят паруса «на бабочку». Парусные яхты на курсе фордевинд рыскают даже на небольшой волне и среднем ветре, брочинг при этом курсе — более, чем вероятен.

## Галфвинд
- Га́лфвинд (от нидерл. halve wind) или полветра — курс, при котором угол между направлением ветра и направлением движения судна составляет около 8 румбов (около 90°)[2]. На этом курсе ветер дует перпендикулярно диаметральной плоскости судна, а вымпельный ветер оказывается направленным с носа под острым углом к диаметральной плоскости[4]. Соответственно, парус устанавливается под меньшим углом атаки, его тяга — равна продольной составляющей подъёмной силы, а сила дрейфа — поперечной. На этом курсе парус должен делить угол между диаметральной плоскостью и направлением вымпельного ветра примерно пополам.

Круизные яхты часто имеют спинакеры, неэффективные на галфвинде. Такой спинакер лучше снять и поставить геную.

## Бакштаг
- Бакшта́г (от нидерл. bakstag) — курс, образующий с направлением ветра угол больше 8, но меньше 16 румбов, то есть ветер по отношению к кораблю дует сзади-сбоку. Выделяют курс полный бакштаг, при котором угол превышает 135° градусов, то есть приближающийся к фордевинду, и крутой бакштаг (менее 135°). Парус устанавливается под углом к ветру. Обычно на этом курсе парусное судно развивает наивысшую скорость. В бакштаг парус работает с большим углом атаки, при котором давление ветра играет основную роль в создании тяги паруса. Сила дрейфа практически отсутствует[6]. Максимальную скорость парусные яхты развивают как раз на курсе бакштаг[7]. При этом курсе судно ведёт себя более спокойно, чем на галфвинде, а принцип управления — тот же[7]. Стаксель может не работать при курсе полный бакштаг, его прикрывает грот. Поэтому стаксель выносят за шкотовый угол на наветренный борт и ставят паруса «на бабочку»[7].

## Бейдевинд
- Бейдеви́нд (от нидерл. bij de wind) или на ветер — курс, при котором угол между направлением ветра и направлением движения судна составляет менее 90° (меньше 8 румбов)[2][8]. Выделяют бейдевинд полный и крутой. Границу между ними разные источники проводят по-разному (в диапазоне от 45° до 67,5°). Тяга паруса при бейдевинде целиком определяется его подъёмной силой, при увеличении давления ветра сила тяги уменьшается, зато возрастает сила дрейфа. Таким образом, на этом курсе парус, устанавливаемый с минимальным углом атаки к вымпельному ветру (5—10°), работает полностью как аэродинамическое крыло[9].

Лучшие парусные суда ходят под углом 30°—35° к направлению вымпельного ветра. Вследствие сложения векторов скорости ветра и встречного потока воздуха, скорость вымпельного ветра на курсе бейдевинд оказывается максимальной, также как и подъёмная сила на парусе, пропорциональная квадрату скорости ветра. Максимальной величины достигает и сила дрейфа. Если попытаться идти под более острым углом к ветру, то скорость судна будет снижаться, парус станет «заполаскивать», подъёмная сила снизится и, наконец, наступит момент, когда дрейф и сопротивление воды движению намного превысят тягу. Судно потеряет ход.

### Объяснение феномена
Феномен движения под парусом «встречь ветру» объясняется связью судна сразу с двумя средами — более разрежённой воздушной и более плотной водной. Паруса создают для судна аэродинамический, а его продолговатый корпус — гидродинамический профиль. Противодействие динамики воздушной среды и упругой силы отталкивания водной среды в горизонтальной плоскости создают результирующую силу, направленную хоть и вкось, но в целом встречь ветру. Плавание в бейдевинде, в горизонтальной плоскости, явилось своеобразным предвосхищением «воздухоплавания» с подъёмной силой в вертикальной плоскости, которое было позже изобретено в ходе технического прогресса человечества.

## Лавировка

Лавировка. α — лавировочный угол

Прямо против ветра парусное судно идти не может, большинство парусных судов не может следовать курсу под углом меньше 45° к ветру. Если необходимо попасть в какую-либо точку, расположенную с наветра, то применяется лавировка — движение к цели курсом бейдевинд переменными галсами. Для смены галса необходимо совершить поворот; в зависимости от борта, с которого дует ветер, курсы относительно ветра могут быть правого и левого галса.
Поворотов относительно ветра существуют два вида: поворот оверштаг и поворот через фордевинд.
Также различают лавировку по ветру, когда парусное судно (обычно парусный катамаран или швертбот-скиф) для следования точно по ветру идут курсом бакштаг со сменой галсов, а не курсом фордевинд. Для скоростных парусных яхт такой способ достижения подветренной цели — быстрее.